# A fájdalmas Szűzről nevezett Szent Gábor
A fájdalmas Szűzről nevezett Szent Gábor (született: Francesco Possenti, 1838. március 1. – 1862. február 27.) olasz, passzionista szerzetes. Gazdag családba született, később feladta a világi pályáját, és belépett a Passzionista Rendbe. A rendi élete nem volt különleges, azonban tökéletesen követte a rend szabályait, és ismert volt arról, hogy nagy tiszteletet tanúsított a Fájdalmas Szűzanya iránt. Gümőkór miatt vesztette életét 24 évesen. XV. Benedek pápa avatta szentté 1920-ban.

## Pályájának kezdete
Francesco Possenti 1838. március 1-jén született egy 13 gyermekes család 11. gyerekeként. Anyját Ágnesnek, apját Sante-nak hívták. A család Assisi városában lakott, ahol Sante a helyi önkormányzatnak dolgozott. Possenti születése napján lett megkeresztelve ugyanabban a keresztelőkútban, amelyben Assisi Szent Ferenc. Röviddel Francesco születése után Sante Possentit áthelyezték Montaltára, majd Spoletoba, ahol 1841-ben adófelügyelővé nevezték ki. Spoletoban a család sok közeli hozzátartozót veszített el: az újszülött Rózát 1841 decemberében, a 7 éves Adélt 1842 januárjában és Francesco anyját 1842-ben.
Gyerekként és fiatal férfiként Francesco Possenti közkedvelt volt kortársai körében, és adakozásról és kegyességről híres. Híres volt még arról, hogy külsejére is sokat adott, órákat töltött azzal, hogy rendbe tegye magát bálok előtt. Francesco nehéz gyermek lehetett, és hajlamos volt dühkitörésekre. Nagyon érintett volt Spoleto társadalmi színpadán, és hamar kiérdemelte magának a becenevet: „a táncos”. Számos szerelmi szál kapcsolódik hozzá. Azon az éjszakán, amelyen elindult a kolostorba még mindig reménykedtek, hogy talán eljegyez egy helyi lányt. Először a Keresztény Testvéreknél tanult, majd a jezsuitáknál a város egyetemén, s ott kiemelkedően tanult, főként latinból. 1851-ben szörnyen megbetegedett, megfogadta, hogy szerzetbe lép, ha meggyógyul. Amikor azonban ez megtörtént, ígéretét hamar elfelejtette. Ugyanez történt, amikor éppen csak megmenekült egy eltévedt lövedék okozta sérülésből, amit akkor szerzett, amikor a barátaival vadászni mentek. Testvére Paulo 1848-ban halt meg és a másik testvére Lawrence öngyilkosságot követett el 1853-ban, mert szabadkőműves érdekeltségei voltak. 1853-ban Francesco ismét megbetegedett, ezúttal torok tályog miatt. Gyógyulását a nemrég boldoggá avatott Andrew Bobolának tulajdonította. Újból megígérte, hogyha felépül szerzetbe lép, s ezúttal valóban tettekre váltotta ígéretét. A jezsuitákhoz jelentkezett, de ismeretlen okok miatt nem jutott be. Újabb tragédia történt, amikor is nővére, Mary Louisa, aki Francescoért felelt anyjuk halála után, kolerában elhunyt.

## Hivatása
Miután kolerajárvány, amely megölte nővérét, véget ért, a spoletói papság és polgárság körmenetet szervezett, amelyben a spoletói katedrális Szűz Mária képét vitték körbe. Francesco részt vett a körmeneten, és ahogy a kép elhaladt mellette, egy belső hangot hallott, amely azt kérdezte, miért maradt ezen a világon. Ez az esemény volt a mozgatórugója az első lépéseinek, amelyeket a hivatás felé tett. A körmenet után egy pap tanácsát szerette volna kérni, s úgy határozott, hogy a Passzionista Rendbe lép. Mivel nem volt passzionista rendház Spoleto közelében, a legvalószínűbb az, hogy Francesco döntése mögött a Krisztus szenvedésével való kapcsolat áll. Apja nem adott neki engedélyt, hogy a Passzionista Rendbe lépjen, és számos rokont buzdított arra, hogy segítsen lebeszélni fiát erről a pályáról. Próbálkozásaikat nem koronázta siker, és hamarosan az édesapa rájött, hogy Francesco szándékai őszinték és nem pedig hóbortosak.

## Passzionistaként

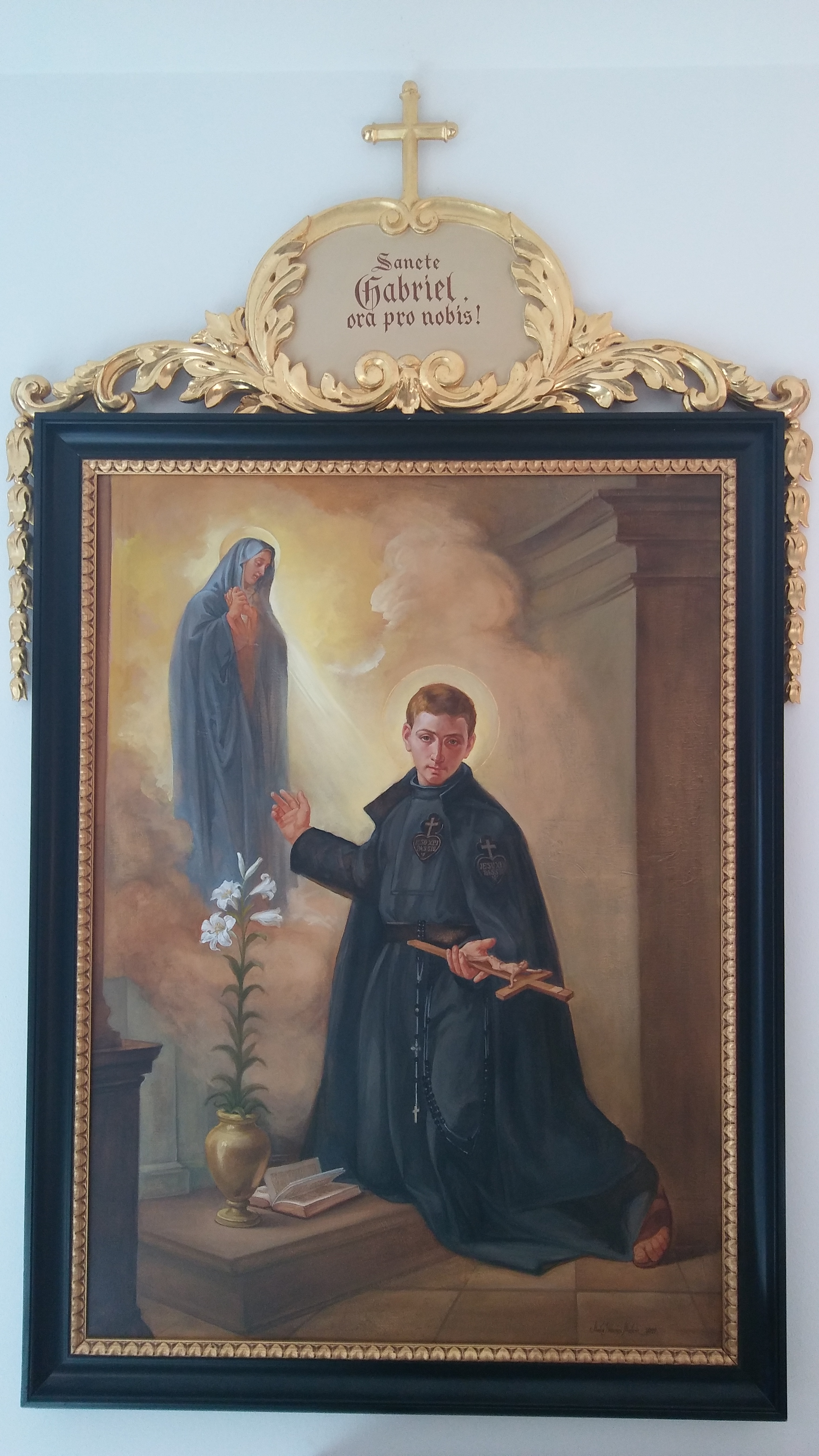
Szent Gábor, a Fájdalmas Szűzanya (festmény a Fiè allo Sciliar plébánia termében)

Testvérével Aloysiussal egyetemben, aki egy domonkos rendi szerzetes volt, Francesco útnak eredt a morovalle-i passzionistákhoz, hogy felvételét kérje a noviciátusba. Útjuk közben sok rokonhoz betértek, akiket apjuk, Sante arra buzdított, hogy beszéljék rá Francescót, hogy visszatérjen Spoletóba. Nem volt haszna. 1856 szeptember 19-én megérkezett a noviciátusba.
Két nappal később magára öltötte a passzionisták szerzetesi ruháját és ezentúl fájdalmas Szűzről nevezett Gábornak hívták. A következő évben Gábor letette fogadalmait. Ezen idő alatt, s valóban haláláig, Gábor lelki élete Szűz Máriáról nevezett Norbert atya gondjaira volt bízva.
1858 júniusában Gábor és más diákok Pietventorinába mentek, hogy folytassák tanulmányaikat. Helyi zavargások miatt csak egy évig maradhattak, 1859 júniusban a csoport az Isola Gran Sassoban található kolostorba költözött.
Gábor kitűnő diáknak bizonyult, és tanulmányait csak a kimagasló lelki életében történt fejlődés múlta felül. Ezzel egy időben mutatta Gábor a tuberkulózis első tüneteit. A hírek nem aggasztották Gábort, aki ennek ellenére vidám volt. Lassú halálért imádkozott, hogy fel tudjon készülni rá lelkileg. Betegsége alatt mindig örömteli volt, és minden addigi szokását megtartotta. Diáktársait nagyon építette és ösztönözte Gábor életének példája, s törekedtek időt tölteni vele a halálos ágya mellett. Gáborról bebizonyosodott példaszerű hitélete és tökéletes hűsége a passzionista szabályokhoz, miközben különösen rajongott Szűz Máriáért.
Halálos ágyán azt parancsolta, hogy égessék el lelkiségi írásait, mert félt, hogy kevélységre csábítanák. Levelei maradtak fenn, ,,Elhatározásai" mellett, amelyek feltérképezik a lelki fejlődést, amelyet passzionista éveiben átélt.
Mielőtt pappá szentelték volna, egy lelkigyakorlaton halt meg Gran Sassóban 1862. február 27-én a közösség jelenlétében, magához közel tartva a fájdalmas Szűzanya képét, miközben békésen mosolygott. Akik jelen voltak Gáborral halálakor, azt jelentették, hogy felült az ágyában, arca ragyogóvá vált, ahogy egy máskülönben nem látott alak felé nyúlt, aki belépett a szobába. Norbert atya véleménye szerint, Szent Gábor Szűz Máriát látta halála pillanatában.

## Szentté avatása

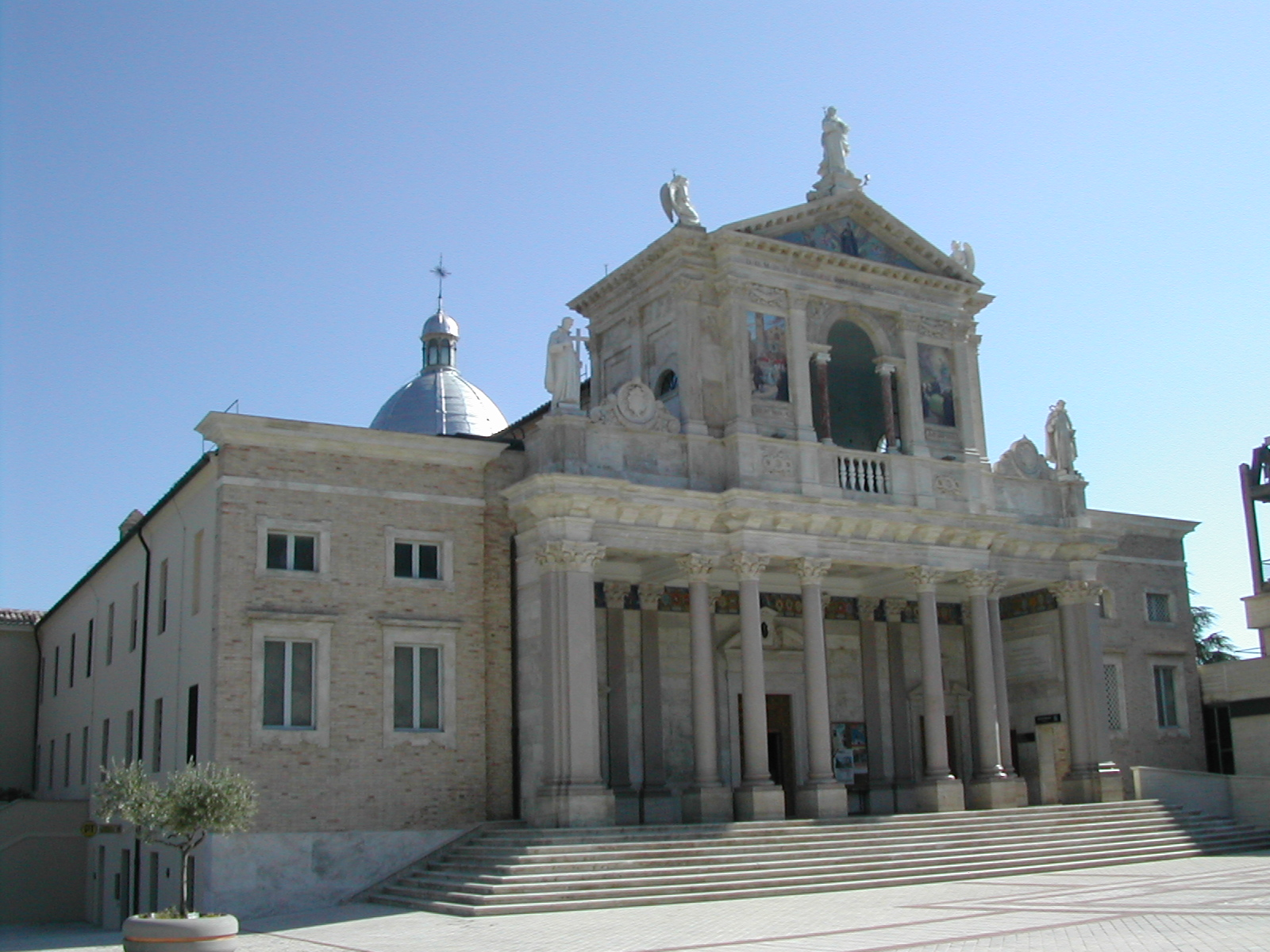
Szent Gábor sírja

Gábort halála napján eltemették. Egyik noviciátusbeli társa, Bernardo Maria di Gesù, ezt mondta:
Könnyek szöknek a szemembe, és szégyen tölt el, mert messze vagyok azoktól az erényektől, amelyeket Ő ilyen rövid idő alatt megszerzett.
Egyből ezután Norbert atya megírta önéletrajzát. 1866-ban, 4 évvel Gábor halála után, a passzionistákat arra kényszerítették, hogy hagyják el a Gran sasso-i kolostort, s a templom, amelyben Gábort eltemették 30 évre elhagyatottá vált. Halála után, Gábor szentségének híre elterjedt a környéken és a passzionisták között. 1891-ben a Rend úgy döntött, hogy hivatalosan is megnyitja Gábor szentté avatási eljárását, s egy évvel később egy bizottság érkezett sírjához, hogy megvizsgálja földi maradványait. A bizottság Gran Sassoba érkezésekor a városi emberek körülvették a templomot határozottan kijelentve, hogy nem viszik el Gábor testét onnan. Két évvel később a passzionisták visszatértek a kolostorba.
Két csoda kapcsolódik Gábor boldoggá avatásához: Maria Mazzarella megmagyarázhatatlan gyógyulása tüdőtuberkulózisból és csonthártyagyulladásból; a másik Dominic Tiber azonnali gyógyulása műthetetlen sérvből. Gábort X. Piusz pápa avatta boldoggá 1908. május 31-én. Az ünnepségen jelen volt bátyja, Michael, rendtársa, Szilveszter testvér és lelki vezetője, Norbert atya. Az első világháború kitörése egy darabig késleltette Gábor szentté avatási eljárását, de XV. Benedek pápa 1920. május 13-án szentté avatta.

## Védőszent
Szent Gábor szentté avatásakor XV. Benedek pápa a katolikus ifjúság, diákság és kispapság védőszentjévé nyilvánította. 1959-ben XXIII. János pápa kinevezte Abruzzi régió védőszentjévé, itt élete utolsó két évét töltötte.
Több millió zarándok látogat el Teramóba Szent Gábor sírjához és rendházához, ahol élete utolsó éveit töltötte. Szent Gábor ereklyéje különösen népszerű Gran Sassóban. Minden márciusban több ezer középiskolás zarándokol el Abruzzo és Marche olasz régiókból a sírhoz 100 nappal várható ballagásuk előtt. Két évente július közepétől október elejéig az olasz Starurós ONLUS alapítvány tart kortárs egyházművészeti kiállítást Szent Gábor szentélyében.
Szent Gábor tisztelete különösen népszerű az olasz fiatalság körében. Olasz bevándorlók ezt elterjesztették az Egyesült Államokban, Közép-Amerikában és Dél-Amerikában. A Passzionista Rend szintén terjeszti a tiszteletét, ahol kolostoraik találhatóak. Több csoda tulajdonítható a szent közbenjárásának: Galgani Szent Gemma Szent Gábornak tulajdonította felgyógyulását egy veszélyes betegségből és azt, hogy segített neki megtalálni passzionista hivatását.
Egy kampány, amelyet a Saint Gabriel Possenti Society szervez, folyamatban van az Egyesült Államokban, hogy Szent Gábort a kézifegyvert viselők védőszentjévé nyilvánítsák. Ez egy apokrif történethez köthető, amelyben a szent megmentette Isola városát a fosztogató banditáktól gyermekként tanult vadászképességeinek segítségével. Amíg ez a történet szerepel a szent életrajzában, a szerző beismeri, hogy némely részek a könyvben csak kitaláltak, hogy „élettel telibbé” tegyék a történetet. Nincs bizonyíték az állítólagos eseményre semelyik más külön szerkesztett életrajzában, különösképpen nincs ilyen a fiatalkori forrásokban. Ezért az esemény valószerűtlennek tűnik. Mi több, az állítólagos eset idején, 1860-ban, Gábor előrehaladott tuberkulózisban szenvedett, s így ilyen hőstettre képtelen volt.

## Fordítás
- Ez a szócikk részben vagy egészben  a   Gabriel of Our Lady of Sorrows című angol Wikipédia-szócikk fordításán alapul.  Az eredeti cikk szerkesztőit annak laptörténete sorolja fel. Ez a jelzés csupán a megfogalmazás eredetét és a szerzői jogokat jelzi, nem szolgál a cikkben szereplő információk forrásmegjelöléseként.